# کریستف آنیولوتو
کریستف آنیولوتو (فرانسوی: Christophe Agnolutto‎؛ زادهٔ ۶ دسامبر ۱۹۶۹) دوچرخه‌سوار اهل فرانسه است.